# Nagel (Baviera)
Nagel é um município da Alemanha, situado no distrito de Wunsiedel, no estado da Baviera. Tem 7,79 km² de área, e sua população em 2019 foi estimada em 1.692 habitantes.